# 文顿 (路易斯安那州)
文顿（英語：Vinton），是美国路易斯安那州下属的一座城市。根据2010年美国人口普查，该市有人口3,212人。建置上，属于“town”。